# Список румунських імен
Список румунських імен

## A
- Ada - Ада
- Adam  - Адам
- Adela  - Адела
- Adelaida - Аделаїда
- Adrian  - Адріан
- Adriana - Адріана
- Agata - Аґата
- Aglaia   - Аґлая
- Agripina - Агрипина
- Albert - Алберт
- Alexandra    - Александра
- Alexandru - Александру
- Alexe - Алексе
- Alin - Алін
- Alina - Аліна
- Alma - Алма
- Amalia - Амалія
- Ambrozie - Амброзіє
- Amando - Аманду
- Amelia - Амелія
- Amvrosie  - Амвросій
- Amza - Амза
- Ana - Ана
- Anastasia   - Анастасія
- Anatolie - Анатолій
- Andrei  - Андрей
- Angel - Анджел
- Angela - Анджела
- Angelica  - Анджеліка
- Angelina  - Анджеліна
- Anghel - Анґел
- Antim  - Антім
- Antioh - Антіох
- Anton  - Антон
- Antonina - Антоніна
- Arsenie  - Арсеніє
- Artemie  - Артеміє
- Artur - Артур
- Atanasia - Атанасія
- Augustin - Аугустін
- Aurel - Аурел
- Aureliana - Ауреліана
- Aureliu - Ауреліу
- Aurica - Ауріка
- Aurora - Аврора
- Avram - Аврам

## B
- Barbara - Барбара
- Barbu - Барбу
- Bartolomeu  - Бартоломеу
- Basarab - Басараб
- Beatrice - Беатріче
- Bebe - Бебе
- Beniamin - Беньямін
- Bernard - Бернард
- Bianca - Бьянка
- Blanca - Бланка
- Bogdan - Богдан
- Bogdana - Богдана
- Brăduţ - Бредуц
- Brânduşa - Бриндуша
- Bucur - Букур

## C
- Camil - Каміл
- Camila - Каміла
- Cantemir - Кантемір
- Caridade - Карідаде
- Carl - Карл
- Carmen - Кармен
- Carol - Карол
- Carolina - Кароліна
- Casian - Касіан
- Catul - Катул
- Cazimir - Казімір
- Cătălin - Кетелін
- Cătălina - Кетеліна
- Cecilia - Чечилія
- Cezar - Чезар
- Cezara - Чезара
- Ciprian - Чипріан
- Clara - Клара
- Claudia - Клавдія
- Claudiu - Клаудіу
- Clement - Клемент
- Clementina - Клементіна
- Constanţa  - Констанца
- Constantin - Константін
- Corina - Коріна
- Cornel - Корнел
- Cornelia - Корнелія
- Corneliu - Корнеліу
- Cosma - Косма
- Cosmina - Косміна
- Crăciun - Кречун
- Cristian - Крістіан
- Cristiana  - Крістіана
- Cristina - Крістіна
- Cristofor  - Крістофор

## D
- Dacian - Дачіан
- Damian - Даміан
- Dan - Дан
- Daniel - Даніел
- Daria - Дарія
- David - Давід
- Decebal - Дечебал
- Delia - Делія
- Dimitrina - Дімітріна
- Denis - Деніс
- Dezideriu - Дезідеріу
- Dimitrie - Дімітріє
- Dionisie - Діонісіє
- Doina - Дойна
- Dominic - Домінік
- Doru-
- Dora - Дора
- Dorian  - Доріан
- Dorina  - Доріна
- Draga - Драґа
- Dragoş - Драґош
- Dumitru - Думітру

## E
- Edgar - Едґар
- Eduard  - Едуард
- Ecaterina - Екатеріна
- Eleonora - Елеонора
- Eliana - Еліана
- Elisabeta - Елісабета
- Eliza - Еліза
- Elvira - Елвіра
- Emanuel - Емануел
- Emil - Еміл
- Emilia - Емілія
- Eric - Ерік
- Ernest - Ернест
- Estera - Естера
- Eufrosina - Еуфросіна
- Eugen  - Еуджен
- Eugenia - Еудженія
- Eugeniu - Еудженіу
- Eustaţiu - Еустаціу
- Eva - Ева

## F
- Fabia - Фабія
- Fabian - Фабіан
- Fabiana - Фабіана
- Fabiu - Фабіу
- Felicia - Фелічія
- Felix - Фелікс
- Ferdinand - Фердінанд
- Filimon - Філімон
- Filip - Філіп
- Flavia - Флавія
- Flaviu - Флавіу
- Flora - Флора
- Florentin - Флорентін
- Florian - Флоріан
- Floriana - Флоріана
- Florin - Флорін
- Florina - Флоріна
- Francesca - Франческа
- Francisc - Франчиск
- Frederic - Фредерік

## G
- Gabriel - Ґабріел
- Gabriela - Ґабріела
- Gavril - Ґавріл
- Gavrilă - Ґавріле
- Gavriil - Гавриїл
- George - Джордже
- Georgeta - Джорджета
- Georgina - Джорджина
- Ghenadie - Ґенадіє
- Gheorghe - Ґеорґе
- Gherasim  - Ґерасім
- Gloria - Ґлорія
- Graţiana - Ґраціана
- Grigore - Ґріґоре
- Grigorie - Ґріґоріє

## H
- Haralamb - Хараламб
- Henrieta - Генрієта
- Horaţiu - Гораціу
- Horia - Хорія
- Hristina - Хрістіна
- Hristofor - Хрістофор

## I
- Iacob - Якоб
- Iancu - Янку
- Ieremia - Єремія
- Ignat - Іґнат
- Ignaţiu - Іґнасіу
- Ilarion - Іларіон
- Ileana  - Іляна
- Ilie - Іліє
- Inochentie - Інокентіє
- Ioan - Йоан
- Iolanda - Йоланда
- Ion - Йон
- Iona - Йона
- Ionela - Йонела
- Iordan - Йордан
- Iorgu - Йорґу
- Iosif - Йосиф
- Irina  - Ірина
- Isaac - Ісаак
- Isabela  - Ісабела
- Isidor - Ісидор
- Iulia - Юлія
- Iuliana - Юліана
- Iuliu - Юліу
- Iurie - Юріє
- Iustin - Юстин
- Iustina - Юстина
- Ivona - Івона
- Izabela - Ізабела

## J
- Jan - Жан
- Janeta - Жанета
- Julia - Жулія
- Julieta - Жульєта

## L
- Laura - Лаура
- Laureana - Лауреана
- Laurenţiu - Лауренціу
- Lavinia - Лавінія
- Lavru - Лавру
- Lazăr - Лазер
- Lea - Лея
- Leon - Леон
- Lia - Лія
- Liana - Ліана
- Lidia - Лідія
- Liliana - Ліліана
- Livia - Лівія
- Liviu - Лівіу
- Lisabeta - Лісабета
- Lorena - Лорена
- Luca - Лука
- Lucia - Луча
- Lucian - Лучан
- Lucreţia  - Лукреція
- Lucreţiu  - Лукреціу
- Ludovic - Лудовік
- Luminiţa - Лумініца

## M
- Magda - Маґда
- Magdalena - Маґдалена
- Manole - Маноле
- Manuel - Мануел
- Manuela - Мануела
- Marcel - Марчел
- Marcela - Марчела
- Marcu - Марку
- Margareta - Марґарета
- Maria - Марія
- Mariana - Маріана
- Marina - Маріна
- Marius - Маріус
- Marisa - Маріза
- Marta - Марта
- Martin - Мартін
- Matei - Матей
- Matilda  - Матілда
- Maxim - Максим
- Maximilian - Максиміліан
- Mădălina - Меделіна
- Melania - Меланія
- Michaela - Мікаела
- Mihai - Міхай
- Mihail - Міхаїл
- Mirabela - Мірабела
- Mircea  - Мірча
- Mirela - Мірела
- Miron - Мірон
- Modesto - Модешту (Модесту)
- Moise - Мойсе
- Monica - Моніка
- Mugurel - Муґурел

## N
- Narcisa - Нарчіса
- Natalia - Наталія
- Neagoe  - Наґое
- Nestor - Нестор
- Nichifor - Нікіфор
- Nicodim - Нікодим
- Nicolae - Ніколае
- Nicolai - Ніколай
- Nicoleta - Ніколета
- Niculina - Нікуліна
- Nina - Ніна
- Nora - Нора

Nutu
Нуцу

## O
- Octavian - Отавіан
- Olga  - Олґа
- Olimpia - Олімпія
- Olivia - Олівія
- Oliviu - Олівіу
- Oreste - Оресте
- Oscar - Оскар
- Otilia - Отілія
- Ovidiu - Овідіу

## P
- Pamela - Памела
- Pamfil - Памфіл
- Pantelimon - Пантелімон
- Paraschiva  - Парасківа
- Paula  - Паула
- Paulina - Пауліна
- Pavel - Павел
- Petra - Петра
- Petre - Петре
- Petronela - Петронела
- Petru  - Петру
- Pompiliu - Помпіліу

## R
- Radu - Раду
- Rafael - Рафаел
- Raluca  - Ралука
- Ramona - Рамона
- Răzvan  - Резван
- Reghina - Реґіна
- Regina - Реджина
- Remus - Ремус
- Robert - Роберт
- Roberta - Роберта
- Rodica  - Родіка
- Roman - Роман
- Romeo - Ромео
- Romulus - Ромулус
- Roxana - Роксана
- Roza - Роза
- Rozalia - Розалія
- Ruxandra - Руксандра

## S
- Sabina - Сабіна
- Samuel - Самуел
- Samuil - Самуїл
- Samson  - Самсон
- Sanda - Санда
- Sara - Сара
- Sava - Сава
- Sebastian - Себастьян
- Serafim - Серафім
- Sergiu  - Серджу
- Sevastian  - Севастьян
- Sextil - Секстіл
- Silvia  - Сілвія
- Silviu  - Сілвіу
- Simeon  - Сімеон
- Simona - Сімона
- Sofia - Софія
- Sorin  - Сорін
- Speranţa - Сперанца
- Spiridon - Спірідон
- Stela - Стела
- Susana - Сусана
- Suzana - Сузана
- Ştefan - Штефан
- Ştefania - Штефанія

## T
- Tadeu - Тадеу
- Tamara - Тамара
- Tatiana  - Татьяна
- Teoctist - Теоктіст
- Teodor  - Теодор
- Teodora - Теодора
- Tereza - Тереза
- Tiberiu - Тіберіу
- Timotei - Тімотей
- Titu - Тіту
- Toma - Тома
- Traian  - Траян
- Trofim - Трофім
- Tudor - Тудор
- Tudora - Тудора

## V
- Valentin - Валентин
- Valentina - Валентина
- Valeria - Валерія
- Valeriu  - Валеріу
- Vartolomeu - Вартоломеу
- Varvara - Варвара
- Vasile - Василе
- Vasilica - Василіка
- Vasilie - Василіє
- Veronica - Вероніка
- Vicenţiu  - Віченціу
- Vichentie - Вікентіє
- Víctor - Віктор
- Violeta - Віолета
- Viorel - Віорел
- Virgil - Вірджил
- Virgiliu - Вірджиліу
- Virginia - Вірджинія
- Vivian - Вівіан
- Viviana - Вівіана
- Vlad  - Влад